# SR ライト・パシフィック級蒸気機関車
サザン鉄道ライト・パシフィック級蒸気機関車（サザンてつどうライト・パシフィックきゅうじょうききかんしゃ、英語：SR Light Pacific)はイギリスのサザン鉄道で使用されていた蒸気機関車。正式にはウェスト・カントリー形及びバトル・オブ・ブリテン形の名で知られる。

## 概要
オリバー・ブレイド設計の貨客両用機関車。姉妹機であるマーチャント・ネイヴィー形を軽量化した設計で、1945年から1950年の間に、合計110両の機関車が建設され、イングランド南西部やケント沿岸などの路線を中心に活躍した。
初期の形式は機種が配属された地域にちなんでウェスト・カントリー形と命名され、後続の機種は第二次世界大戦におけるイギリス空軍の活躍を称えてバトル・オブ・ブリテンの形式名が与えられた。また、Air-somoothedと呼ばれる外殻に覆われた独特の外観から「スパム缶」の名でも知られる。
建造工程において溶接工法を採用し鋼製の火室を用いるなど、英国の蒸気機関車に無かった新しい技術を多数取り入れており、戦時の緊縮財政の下でも、また戦後の後退した経済の下でも安価なコストで建造する事ができた。しかし弁装置などをはじめ、それらの新機能の幾つかに問題を抱えており、1950年代後半にイギリス国鉄によって過半数の機関車が改造された。

## 開発
1930年代、サザン鉄道はロンドン郊外を皮切りにブライトンからサセックスコースト間やギルフォードからポーツマス間等をはじめとする主要幹線を電化し、その成果として4大グループの中で最も経済的に成功した企業となった。しかしソールズベリーよりも西の地域一帯、その中でも特にデヴォンやコーンウォール地域は曲線や勾配が多く、交通量も季節によって大きく増減する(夏季は多く、冬季に少ない)ため、工費に相応の採算が見込めないという理由から非電化区間として運用された。このような事情から、西部地方の支線では40年代に入ってもT9形 4-4-0やN形2-6-0など、旧式かつ小型だが複雑な地形にも強い機種が用いられていた。しかし、そうした路線でも戦争が終結し次第、輸送量が再び増加に転じることは明らかで、それを見越した最新の機関車の開発が急務の課題となっていた。 その結果、1941年4月、20両の新型旅客用機関車をブライトンの鉄道工場に発注する事が決定された。
また、南東イングランドの本線では戦争の影響で電化工事が中断しており、再会された工事が完了するまでの期間の輸送を担う機関車も求められていた。既にバリードが開発・投入していたマーチャント・ネイヴィーは大陸直通のボート・トレインのような重量級の列車を運用する上では適格ではあるものの、戦時中に劣化したインフラ設備の中でサービスを提供するためには、より軽量で広範囲の路線に乗り入れできる機種が必要だった。
加えて、都市周辺の電化区間は主に旅客輸送に用いられており、貨物輸送に関してはは主力となる電気機関車の開発さえ試作段階を出ていなかった。したがって当面の間は蒸機牽引に頼らざるを得ない状況で、これに対処するための過密化する旅客ダイヤの妨げにならぬように高速で貨物を牽引できる機関車も必要とされた。
新しい貨客両用機の詳細な設計は、建造予定のブライトン鉄道工場で行われた。最初期の設計は、やや小型な車軸配置2-6-0のモーガル型だった。ナイジェル・グレズリー設計のLNER K4形と類似しており、グレズリーの助手としてウェストハイランド本線向けの機種の設計に携わった経験が反映された設計だったものの、ケント地域の需要に対応するにはまだ不十分で、より強力な機関車にする必要があった。
路線の地形及び地盤の関係から車体を過度に拡大するのは憚られたため、中型のプレーリー(車軸配置2-6-2)級またはやや大型のテンホイラー(4-6-0)級が適格とされたものの、最終的には大型で重量級のマーチャント・ネイヴィーを軽量化したライト・パシフィック級にする事が決定した。軸重の許容値を鑑みればこの決定には大きなリスクが伴っていたが、先行する車種から基本的な構造を踏襲した事で、困難だった戦時中の運行業務の標準化が可能になった。

## 構造
本形式にはマーチャント・ネイヴィーと同様、バリードの考案した独自の機構が多数搭載されており、従来のイギリスの蒸気機関車とは一線を画す極めて独創的な外観と構造を備えていた。以下はその一部。
チェーン駆動式弁装置(Chain-driven Valve Gear)
動輪の内側に付随して開店する歯車とチェーンによって三つの汽筒の排気を制御する弁装置。詳しくはブレイド式チェーン駆動弁装置を参照。機構は内部が潤滑油で満たされた油槽(Oil Bath)という箱状の別の特殊な機構の中に密封されていた。
Air-smoothed Casing
ボイラーを覆う直線的なカバー。煙室と運転台も一体化している。その独特の外観が当時販売されていた肉の缶詰に似ていたためスパム缶という通称で親しまれた。LNERのA4形やLMSのプリンセス・コロネーション形等、同時期の他社の機関車は主に空気抵抗の軽減や煙除けを目的として外殻を登載していたが、ブレイドの機種の場合、その目的に関して諸説あり定まっていない。ある説では戦後の労働力不足を見越して車体の清掃行程を平易にする意図があったとされるが、別の説では蒸気と煤煙を運転台から持ち上げることであるとされる。また、他社の機体は一般的に流線形(Stream line)と称されるのに対し、バリード自身はこれを「Air-smoothed(空滑形、流気形)」と表現した。
溶接式火室
大多数の英国機で火室の製造に用いられたリベット打ちによる工法に代えて、溶接工法を採用し製造工程の簡略化とコストの削減を行った。また通常使用される銅の代わりにスチールを使用することで約1.5トンの重量軽減を実現した。
Bulleid Firth Brown（BFB）ホイール。
6フィート2インチ(1.88ｍ)の動輪で、同心円状に涙滴形の穴が並んで空けられている。その外観は日本の国鉄で使用されたボックス動輪に似ている。同程度の大きさのスポーク動輪よりも軽量かつ頑丈な作りとなっている。
発電式照明
機関車と運転台の両方に設置された照明。運転台の下に登載された蒸気式発電機によって電力が供給された。運転台の計器類が夜間でも見えやすくなり、照り返しによる眩しさが解消されて、乗務員が線路沿いの信号や標識をより簡単に視認できるようになった。

### 軽量化
運用範囲を広げるために、車軸積載量21トンのマーチャント・ネイヴィーと比較して重量を5トン削減した。これにより、設計は前任者のマンセルが設計した2-6-0が最大の許容値[9]とされていた路線にも乗り入れできるようになった。この軽量化を実現するために姉妹機よりも全長と台枠が短くなっており、ボイラーも280  psi（1.93  MPa）の圧力を維持しつつ切り詰められている。煙室とBelpaire式の火室にも同様の処置が行われ、運転室の幅は一部の路線で改訂された積載規格に合わせて狭められた。また、ホイールベースが35フィート6インチ（10.820 m）、シリンダーが16.375インチ×24インチ（416 mm×610 mm）といった具合に各部の寸法も縮小されている。
ウェストカントリーに限ってはテンダーも軽量化された。6輪のBFBホイールの台枠を備えたテンダーは20,460 lの水と5.1tの石炭を運ぶことができた。前面部の屋根には「レイブ」とも呼ばれる流線形の覆いが取り付けられており、運転台とテンダーが一繋ぎに一体化しているような外観を作っていた。

## 名称
クラスの最初の48両は、西部地方を走る列車または路線近くの地名にちなんで名付けられた。多くの機関車は同名の地域を通る路線で運用されたため、大きな宣伝効果をもたらした。多くのウェスト・カントリー形は、その機関車の名の由来となった町または地域の紋章を象った銘板を備えていた。この銘板は、機関車の固有名をあしらった銘板と共に中央の動輪の上部に取り付けられていた。銘板の地は通常赤で塗られていたが、オーバーホールの際にしばしば塗料が不足し、黒く塗られる事があった。
機関車がウェスト・カントリーよりも広範囲の地域で使用されることが決まると、ケントやサリー、サセックス上空で行われたイギリスを守る戦いに参加した飛行隊や飛行場、指揮官及び航空機にちなんで残りの車両を命名することが決定された。バトル・オブ・ブリテンの銘板は航空機の翼に似たデザインで、機関車の固有名と形式名が刻印された。これは空軍のシンボルである青色に塗られたが、他の色が上記と同じ理由で時折代用された。航空機や個人、戦隊を示す紋章がネームプレートの下、ウェスト・カントリー形と同じ位置に配置された。

## 運用
機種の最初の一群はエクセターに配属され、ソールズベリーからプリマスまでのイングランド西部本線の他、デヴォンとコーンウォール各地の亜幹線に投入された。
1945年の冬までにケント沿岸の鉄道サービスに対する需要は激増し、46年にドーバーとストンを結ぶボート・トレインが復活するとこの機種が使用された。
後続の一群は、ブライトンからボーンマス、カーディフを走るクロスカントリー線や、ウェールズとバースを結ぶサマーセット及びドーセット合弁線などで使用された。
ウェスト・カントリーをイングランド南西部で、バトル・オブ・ブリテンをケント、ハンプシャー、サセックス、サリーといった中南・南東部で運用するという当初の方針は次第に曖昧になり、両機種ともサザン鉄道の管轄区全域で普遍的にみられるようになった。
クラスのメンバーが担った最も重要な列車は、65年に死去した英国首相チャーチルの棺を葬儀が行われたロンドンから埋葬地であるオックスフォードシャーのブレナム宮殿まで運ぶ葬送列車で、故人と同じウィストン・チャーチルの固有名を持つSR 134051号機によって牽引された。

## 性能
マーチャント・ネイヴィーと同様、ブレイドの優れたボイラー機構によって、平凡な品質の燃料でも大きな出力を生成できた。また、高速でも安定した走りを見せたが、姉妹機たちと同じ技術的な問題に悩まされもした。これらは以下のように要約される

### 粘着力の問題
重量が軽く、車軸への負荷が小さいためマーチャント・ネイヴィーよりも空転が発生しやすく、重い列車の牽引には非常に注意深い制御を要した。但し一度発車してしまえば優れた蒸気生産による自在な加減速が可能だった。

### 保守整備の問題
チェーン駆動のバルブギアは摩耗が激しく、複雑な構造のために保守点検に非常な手間とコストを要した。高速で動く逆転機との相性が悪く、作動させた際にしばしば排気が不規則になった。また油槽内の潤滑油は走行中の振動によって漏れて飛散する事があり、それが火室から漏れた煤や粉塵と共にボイラーの底面に付着すると、急ブレーキで生じた火花に引火して台枠部に火災を発生させた。こうした火災によって列車の運行が滞るのはもちろん、放水消火による急激な冷却で車体に歪曲が生じるという二次的な弊害も現れた。

### 気流と外殻の問題
流線型の覆いは機関士の視界を遮り、気流によって車体の周りに滞留する排煙が事がその問題を悪化させた。覆いと多管構造のブラストパイプが排出される蒸気の勢いを弱めた事も一因となっていた。現場からの報告を受け、その都度覆いの形状や煙突の角度に細かな修正が加えられたものの、完全に解消することはできなかった。また、弁装置と同様に、整備・点検の作業を煩雑なものにしており、清掃・塗装の行程を簡略化して人件費を削減しようとする当初の目的が裏目に出る事になった。

### 燃料消費の問題
48年にイギリス国鉄によって行われた機関車の配置変えの際に、燃焼効率の悪さが表面化した。しかしT9形 4-4-0とウェスト・カントリーを同じ路線で走らせた際、前者が1マイル毎に32ポンド(14.51kg、1キロ毎に9.02kg)の石炭消費量だったのと比較して、後者は47.9 ポンド(21.73kg、1キロ毎に13.5kg) の消費と、国有化以前からこの問題は明白だった。
 

## 改造
機種の抱えた諸々の問題を解決するため、イギリス国鉄はマーチャント・ネイヴィーに対して行ったものと同じ改造を姉妹機にも行うように命じた。
1957年から1961年の間にイーストリーで60両の機関車がより一般的な設計に改造された。箱形の覆いは取り外され、ボイラー圧力が250 psi（1.72  MPa）に低下した。チェーン駆動バルブギアは三気筒のワルシャート式弁装置に置き換えられた。 動力の近代化計画が1960年代初頭に始まるとされていた予定を前倒しして1955年に始められたため、残りの50両は改造されず、廃車されるまで最初の設計のままの状態で運用された。
機種の再構築によって、元のデザインの優れた機能を維持しつつ、メンテナンス上の問題のほとんどが解決された。修理費は最大60％削減され、石炭消費量は最大8.4％削減された。しかしワルシャート式のバルブギアは車体を重くし、主連棒の上下動が線路にかける負荷(ハンマーブロー)を大きくした。これは改造される前には無かった不満だった。さらに重量の増加により、乗り入れできる路線範囲が縮小した。例えばIlfracombeへの環状線など、改造前の状態では利用できていた特定のルートが使用できなくなった。

## 評価
機種に対する評価は、研究者や鉄道関係者の間で大きく分かれている。
溶接鋼の使用と、これまでイギリスの機関車の設計では見られなかったさまざまな革新により、クラスはブレイドに「蒸機最後の巨匠(Last Giant of Steam)」の称号を与えた。彼の設計したボイラーの蒸気を生成する能力は、英国の蒸機技術の進歩を示していた。高速走行に有用な軽量の車軸台枠は英国南部の鉄道網に広く普及した。
これらの成功の一方で、同時に導入された機構の多くは機種の信頼を損ね、保守整備を困難なものにした。必要以上に多くのライト・パシフィック級が建設され、より安価なプレーリー級或いはテンホイラー級の機関車でも充分に対応できるはずの業務に同機が用いられた事で、必要以上の資金が浪費された。例えばエクセターの西では冬の間、大型のライト・パシフィック機が僅かな量の貨物を積み込むためにローカル線の各駅に停車するという奇妙な光景がよく見られた。
最後に、動力の急速な近代化が機関車の改造後の稼働期間を短縮することになったため、結果的に機種を改造するために必要以上の額を投じた形となった。